# Eleições estaduais no Amazonas em 1990
As eleições estaduais no Amazonas em 1990 ocorreram em 3 de outubro como parte das eleições no Distrito Federal e em 26 estados. Foram eleitos o governador Gilberto Mestrinho, o vice-governador Francisco Garcia, o senador Amazonino Mendes, oito deputados federais e vinte e quatro estaduais num pleito decidido em primeiro turno.
Nascido em Manaus, o professor, indústrial e auditor fiscal Gilberto Mestrinho foi nomeado prefeito da cidade em 1956 pelo governador Plínio Coelho, de quem recebeu apoio para chegar ao Palácio Rio Negro em 1958 pelo PTB. Eleito deputado federal pelo PST de Roraima em 1962, teve seus direitos políticos cassados por dez anos nos primeiros dias do Regime Militar de 1964 graças ao Ato Institucional Número Um retornando assim ao meio empresarial. Com o retorno ao pluripartidarismo no governo João Figueiredo em 1980, voltou ao PTB, entretanto ingressou no PMDB sendo eleito governador do Amazonas em 1982. Nomeado vice-presidente nacional da Rede Bandeirantes em 24 de fevereiro de 1988, deixou o cargo para disputar a prefeitura de Manaus sendo derrotado por Artur Virgílio Neto.
Para vice-governador foi eleito o médico Francisco Garcia. Nascido em Manaus e formado na Universidade Federal do Amazonas em 1974, tornou-se empresario e foi sócio-gerente da TV Rio Negro. Tesoureiro do diretório estadual do PFL, diretor regional do Serviço Social da Indústria e presidente da Federação das Indústrias do Amazonas, estreou na política este ano.
Antes das eleições o Amazonas estava com uma cadeira de senador em aberto graças à decisão de Leopoldo Peres de renunciar para assumir a Zona Franca de Manaus a convite do presidente Fernando Collor. Após a contagem dos votos essa vaga foi destinada ao advogado Amazonino Mendes. Nascido em Eirunepé e diplomado pela Universidade Federal do Amazonas em 1969, o novo senador é empresário da construção civil e atuou como diretor auxiliar do Departamento de Estradas de Rodagem no primeiro governo Gilberto Mestrinho e com a volta deste ao Rio Negro foi nomeado prefeito de Manaus em 1983 e dele recebeu apoio na sua candidatura vitoriosa ao governo amazonense pelo PMDB em 1986 e agora vai à capital federal pelo PDC.

## Resultado da eleição para governador
Segundo o Tribunal Regional Eleitoral do Amazonas houve 576.821 votos nominais (86,02%), 48.510 votos em branco (7,23%) e 45.243 votos nulos (6,75%), resultando no comparecimento de 670.624 eleitores.
| Candidatos a governador do estado | Candidatos a vice-governador | Número | Coligação                                                                 | Votação | Percentual |
| --------------------------------- | ---------------------------- | ------ | ------------------------------------------------------------------------- | ------- | ---------- |
| Gilberto Mestrinho PMDB           | Francisco Garcia PFL         | 15     | Aliança Democrática do Amazonas (PMDB, PFL, PDC, PL, PTR, PCN, PSD)       | 332.085 | 57,57%     |
| Wilson Alecrim PSDB               | Alcebíades Cavalcanti PSB    | 45     | Frente de Oposição Popular (PSDB, PSB, PT, PDT, PCB, PCdoB)               | 202.976 | 35,19%     |
| Mário Frota PMN                   | Djalma Castelo Branco PMN    | 33     | Frente Ampla Para Libertação do Amazonas (PMN, PRONA, PRP, PDS, PSC, PST) | 34.529  | 5,99%      |
| Deusamir Pereira PRN              | Simão Percher PRN            | 36     | PRN (sem coligação)                                                       | 7.281   | 1,25%      |
| Fontes:                           |                              |        |                                                                           |         |            |

## Resultado da eleição para senador
Segundo o Tribunal Regional Eleitoral do Amazonas foram apurados 534.478 votos nominais (79,70%) e também 136.096 votos entre brancos e nulos (20,30%), resultando no comparecimento de 670.574 eleitores.
| Candidatos a senador da República | Candidatos a suplente de senador                           | Número | Coligação                                                                 | Votação | Percentual |
| --------------------------------- | ---------------------------------------------------------- | ------ | ------------------------------------------------------------------------- | ------- | ---------- |
| Amazonino Mendes PDC              | Gilberto Miranda PMDB David Ruas Neto PDC                  | 171    | Aliança Democrática do Amazonas (PMDB, PFL, PDC, PL, PTR, PCN, PSD)       | 338.631 | 63,36%     |
| Marlene Ribeiro Pardo PT          | Arminda Mourão PCdoB Carlos Alberto Gomes de Almeida PCdoB | 131    | Frente de Oposição Popular (PSDB, PSB, PT, PDT, PCB, PCdoB)               | 109.376 | 20,46%     |
| Jefferson Peres PSC               | João Torres PDS -                                          | 201    | Frente Ampla Para Libertação do Amazonas (PMN, PRONA, PRP, PDS, PSC, PST) | 80.207  | 15,01%     |
| Jorge Tufic Alauzo PRN            | Alonso Ferreira de Souza PRN Joselder Hildeferro PRN       | 361    | PRN (sem coligação)                                                       | 6.264   | 1,17%      |
| Fontes:                           |                                                            |        |                                                                           |         |            |

## Deputados federais eleitos
São relacionados os candidatos eleitos com informações complementares da Câmara dos Deputados.

Representação eleita
  PFL: 2
  PDC: 2
  PMDB: 2
  PT: 1
  PDT: 1

| Número  | Deputados federais eleitos | Partido | Votação | Percentual | Cidade onde nasceu | Unidade federativa |
| 2515    | Ézio Ferreira              | PFL     | 41.073  | 17,49%     | Benjamin Constant  | Amazonas           |
| 1717    | Eduardo Braga              | PDC     | 38.945  | 16,59%     | Belém              | Pará               |
| 2525    | Átila Lins                 | PFL     | 30.807  | 13,12%     | Fonte Boa          | Amazonas           |
| 1540    | José Dutra                 | PMDB    | 23.117  | 9,85%      | Barreirinha        | Amazonas           |
| 1313    | Ricardo Moraes             | PT      | 17.944  | 7,64%      | Manicoré           | Amazonas           |
| 1212    | Beth Azize                 | PDT     | 17.025  | 7,25%      | Manacapuru         | Amazonas           |
| 1707    | Pauderney Avelino          | PDC     | 15.659  | 6,67%      | Eirunepé           | Amazonas           |
| 1515    | Euler Ribeiro              | PMDB    | 15.512  | 6,61%      | Itacoatiara        | Amazonas           |
| Fontes: |                            |         |         |            |                    |                    |

## Deputados estaduais eleitos
Estavam em jogo 24 cadeiras da Assembleia Legislativa do Amazonas.

Representação eleita
  PDC: 7
  PFL: 4
  PMDB: 4
  PSDB: 3
  PL: 2
  PCdoB: 1
  PT: 1
  PST: 1
  PMN: 1

| Número  | Deputados estaduais eleitos | Partido | Votação | Percentual | Cidade onde nasceu    | Unidade federativa  |
| 25115   | Josué Filho                 | PFL     | 14.853  | 2,57%      | Manaus                | Amazonas            |
| 17191   | Mamoud Amed Filho           | PDC     | 12.601  | 2,18%      | Itacoatiara           | Amazonas            |
| 17181   | Lupércio Ramos              | PDC     | 9.263   | 1,60%      | Tonantins             | Amazonas            |
| 15111   | Luiz Fernando Nicolau       | PMDB    | 9.176   | 1,59%      | Paraíba do Sul        | Rio de Janeiro      |
| 17117   | Sabá Reis                   | PDC     | 7.566   | 1,31%      | Parintins             | Amazonas            |
| 15113   | Betty Suely Lopes           | PMDB    | 7.401   | 1,28%      | Manaus                | Amazonas            |
| 25152   | Gláucio Bentes Gonçalves    | PFL     | 6.650   | 1,15%      | Parintins             | Amazonas            |
| 25109   | Belarmino Lins              | PFL     | 6.594   | 1,14%      | Fonte Boa             | Amazonas            |
| 15130   | Jerson Teixeira Cardoso     | PMDB    | 6.460   | 1,11%      | Rio Preto da Eva      | Amazonas            |
| 17170   | Ronaldo Lázaro Tiradentes   | PDC     | 6.068   | 1,05%      | Belo Horizonte        | Minas Gerais        |
| 45155   | Ilonita Ramos da Silva      | PSDB    | 6.040   | 1,04%      | Tonantins             | Amazonas            |
| 17144   | Eduardo Nunes de Sá         | PDC     | 5.979   | 1,03%      | Tefé                  | Amazonas            |
| 65111   | Eron Bezerra                | PCdoB   | 5.952   | 1,03%      | Boca do Acre          | Amazonas            |
| 17180   | Raymundo Nonato Lopes       | PDC     | 5.950   | 1,03%      | Manaus                | Amazonas            |
| 25112   | Manoel do Carmo Chaves      | PFL     | 5.468   | 0,94%      | Manaus                | Amazonas            |
| 17177   | Humberto Michiles           | PDC     | 5.373   | 0,93%      | São Paulo             | São Paulo           |
| 15102   | Carlos Augusto Farias Bessa | PMDB    | 4.982   | 0,86%      | Tefé                  | Amazonas            |
| 45165   | Edvar Martins               | PSDB    | 4.700   | 0,91%      | Guaraciaba do Norte   | Rio Grande do Norte |
| 45123   | Messias da Silva Sampaio    | PSDB    | 4.251   | 0,73%      | Manaus                | Amazonas            |
| 13133   | Sebastião de Souza Nunes    | PT      | 3.990   | 0,69%      | Itacoatiara           | Amazonas            |
| 22110   | Raimundo Nonato Oliveira    | PL      | 3.413   | 0,59%      | Manaus                | Amazonas            |
| 22123   | José Ribamar de Araújo      | PL      | 2.400   | 0,41%      | Nhamundá              | Amazonas            |
| 52107   | Miquéias Fernandes          | PST     | 2.373   | 0,41%      | Boa Vista             | Roraima             |
| 33200   | Sebastião Pereira Corrêa    | PMN     | 2.196   | 0,38%      | São Paulo de Olivença | Amazonas            |
| Fontes: |                             |         |         |            |                       |                     |